# Épandeuse
Dans le domaine de la viabilité hivernale, une épandeuse, plus souvent appelée saleuse, est un outil de déneigement qui permet de répandre du sel sur la chaussée afin de faire fondre le verglas formé ou la neige accumulée. 

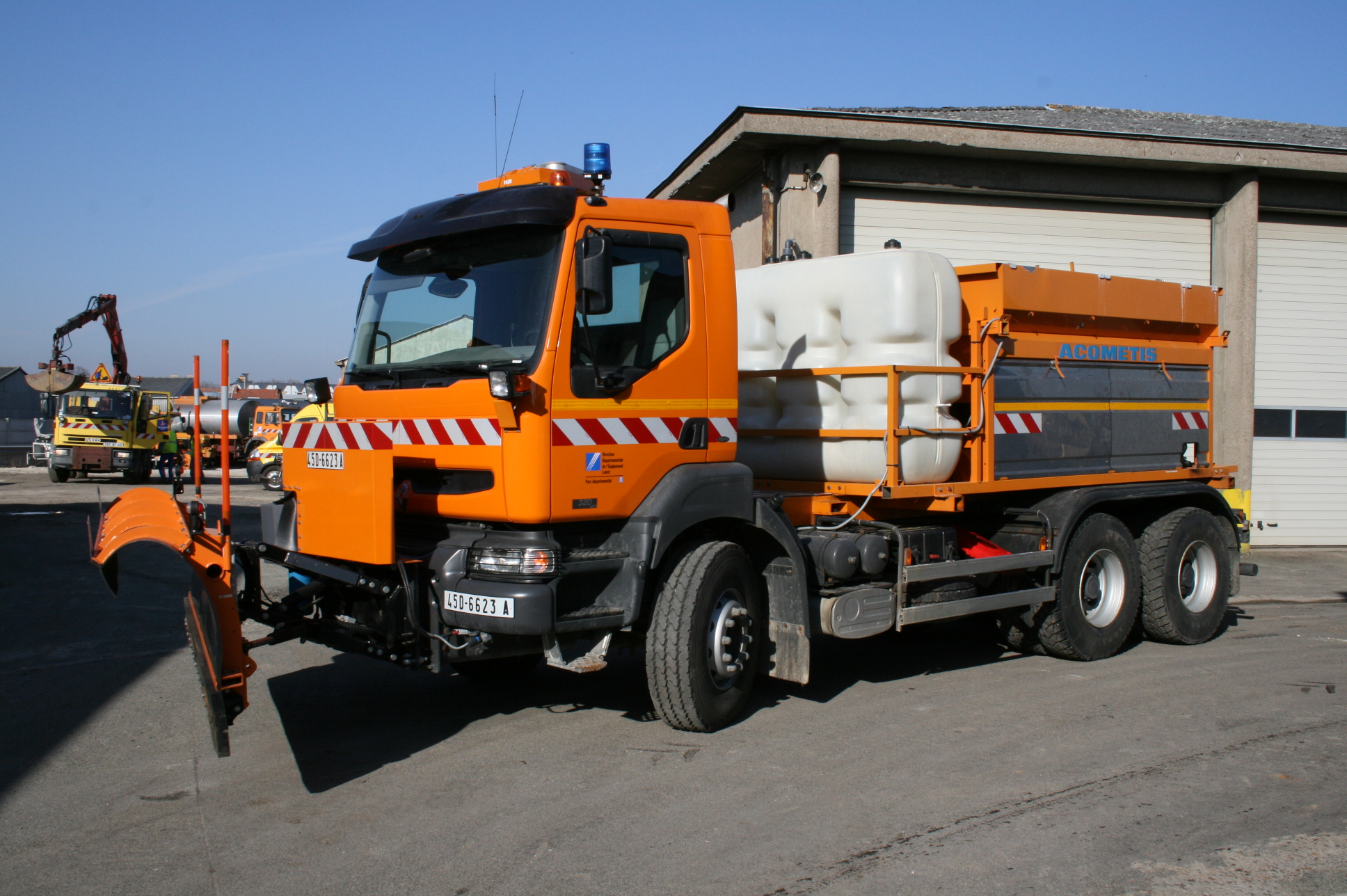
Épandeuse montée sur un camion porteur équipé d’une lame biaise.

## Typologie des épandeuses

### Selon la position par rapport au porteur
Les épandeuses peuvent être répertoriées en fonction de leur position sur le camion porteur.
- épandeuse tractée : l'outil est équipé de roues et est remorqué par le camion porteur ;
- épandeuse accrochée : l'outil est supporté par le porteur, déporté par rapport à celui-ci ;
- épandeuse portée : l'outil est supporté par le porteur, centré sur celui-ci.

### Selon la motorisation de l’outil
La motorisation peut être dépendante de celle du porteur, avec un entraînement hydraulique par exemple, ou indépendante, avec un moteur thermique par exemple.

### Selon le type de fondant
La nature du sel répandu, solide ou liquide (saumure), permet de différencier cinq classes d’épandeuses :
- l’épandeuse solide ;
- l’épandeuse liquide ;
- l’épandeuse solide+liquide ;
- l’épandeuse double solides (répandus séparément ou simultanément) ;
- l’épandeuse double solides + liquide.

## Éléments constituant une épandeuse

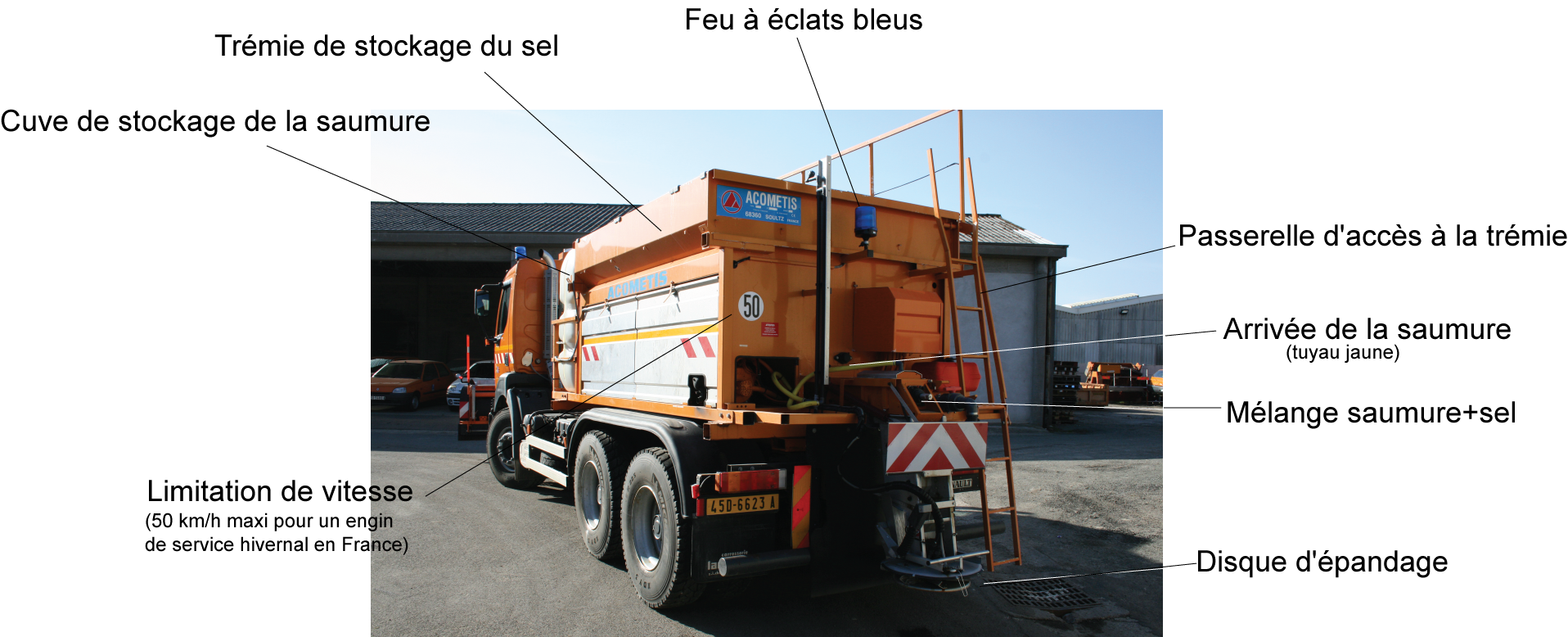
Éléments constitutifs d'une épandeuse liquide-solide, c'est-à-dire que l'on peut répandre soit du sel, soit de la saumure, soit les deux (bouillie de sel)

## Outil de stockage

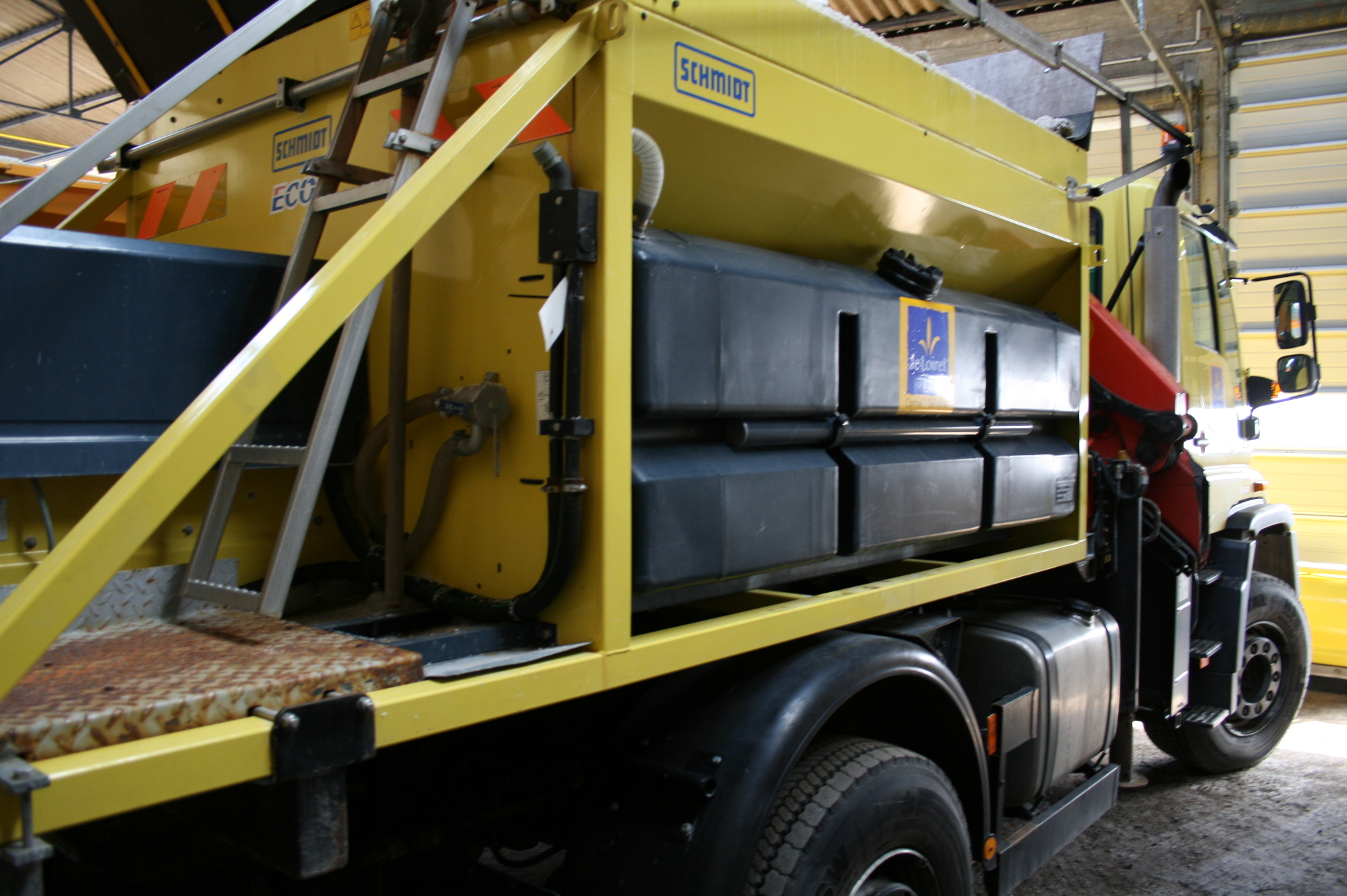
Cuve à saumure disposée sur le côté de la trémie et non en arrière.

Le sel solide est stocké pendant le transport dans une trémie ouverte permettant un chargement direct par le dessus à l’aide d’un chargeur ou par déversement à partir d’une plateforme supérieure.
Cette trémie est recouverte d’un grillage pour des raisons de sécurité, pour éviter toute chute accidentelle à l’intérieur, particulièrement lorsque l’outil d’extraction, du type vis sans fin par exemple, est en marche.
Les fondants liquides sont quant à eux stockés dans une ou plusieurs cuves fermées.

## Outil d’extraction du matériau
Le système d’extraction qui amène le fondant routier solide de la trémie vers l’outil de distribution peut être un tapis, une vis, des chaînes ou des racleurs circulant sur un chemin fixe.
La régularité de l'extraction est un facteur essentiel de la qualité de l'épandage. La masse M de matériau épandu pour 1 m linéaire parcouru (g/m) est donnée par la formule :
où Q est le débit d'extraction (en m3/min), p est la masse volumique apparente du produit (en g/m3) et V est la vitesse de translation de l'épandeur.

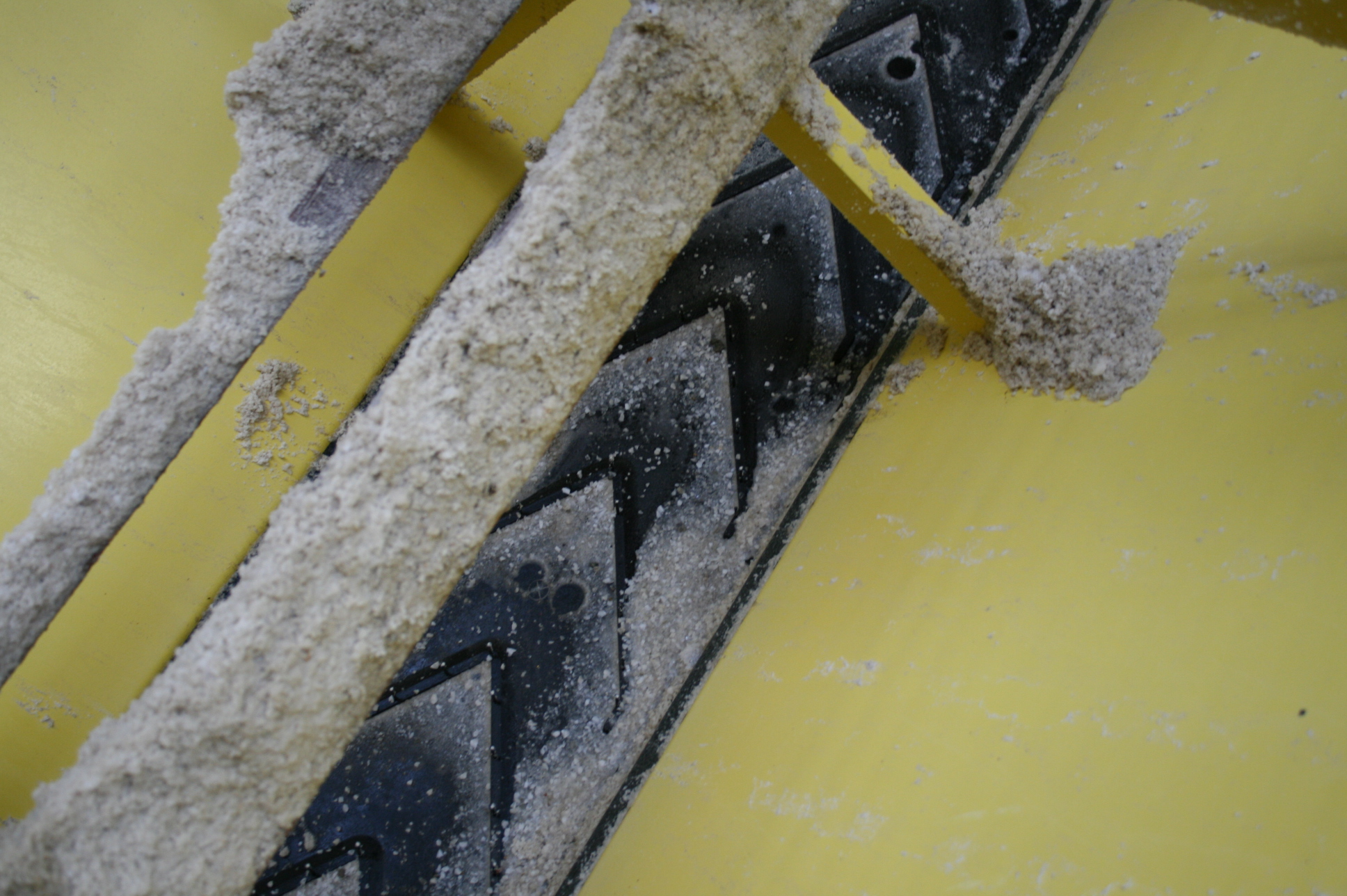
Extracteur à bande en fond de trémie
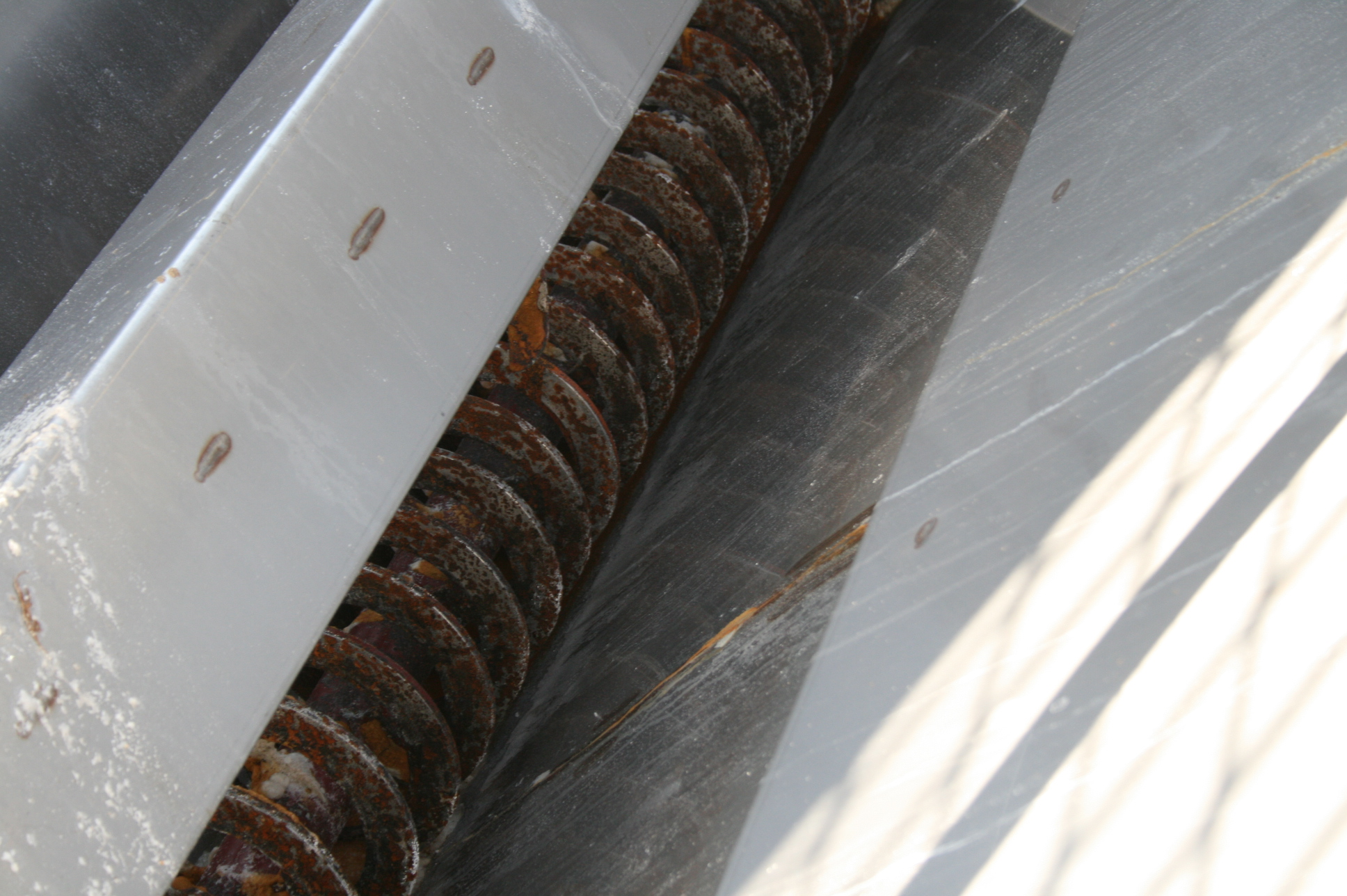
Extracteur à vis sans fin

## Disque d’épandage
La distribution, c’est-à-dire la projection du matériau sur la route enneigée ou verglacée, se fait en général par le biais d’un disque d’épandage, plus rarement par une rampe de répandage.
Pour des raisons de sécurité, le passage des doigts par le haut du disque d'épandage des épandeuses doit être empêché par une protection qui dépasse d'au moins 25 mm le diamètre extérieur du disque.Cette protection doit être un capotage de type plein ou grillagé. Une remise en marche automatique ne doit pas être possible en cas d’abaissement manuel du distributeur d’épandage.

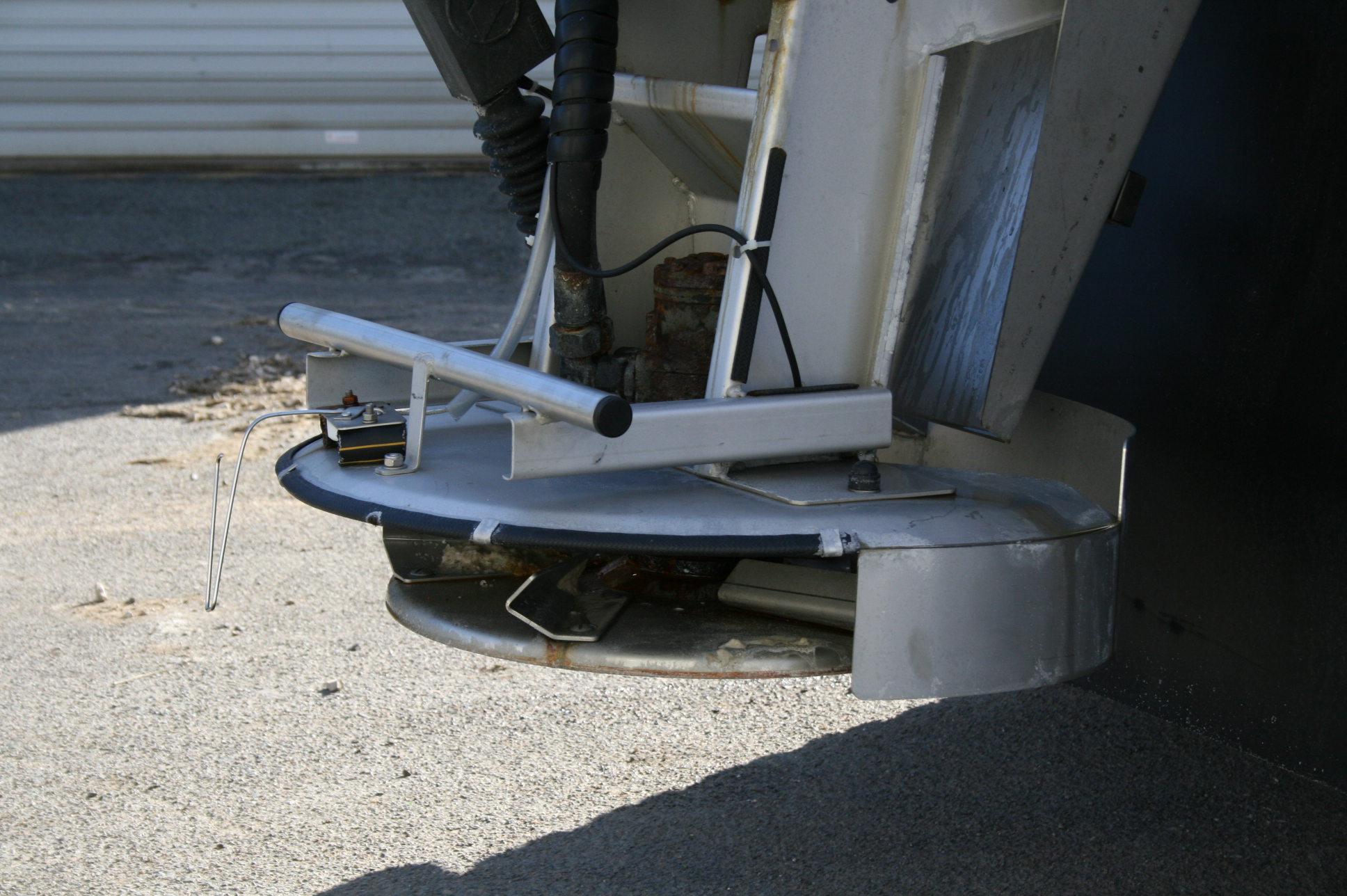
Disque d'épandage. On distingue les ailettes de distribution et le capot supérieur de sécurité
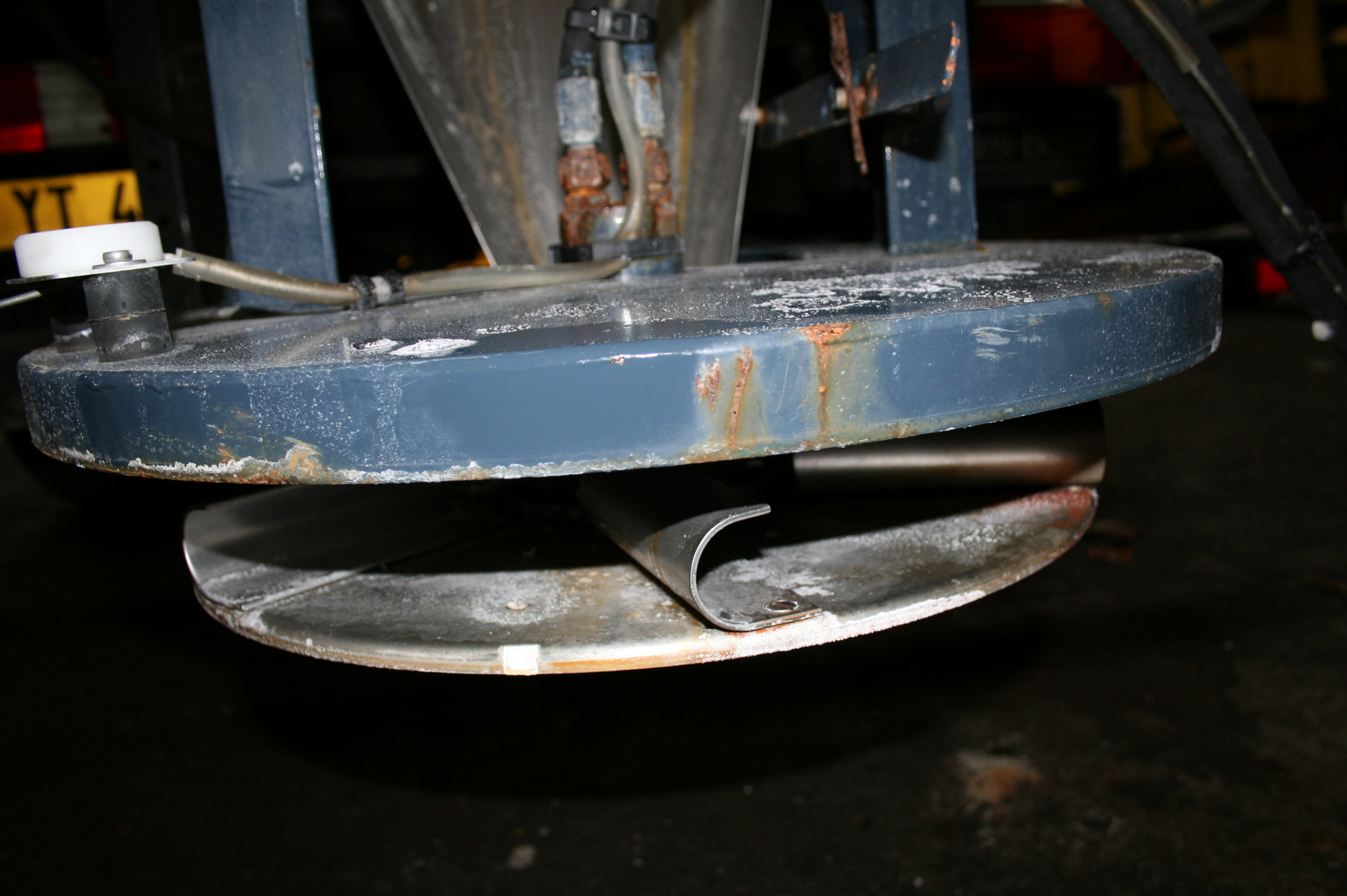
Disque d'épandage. Autre type de forme d'ailettes.
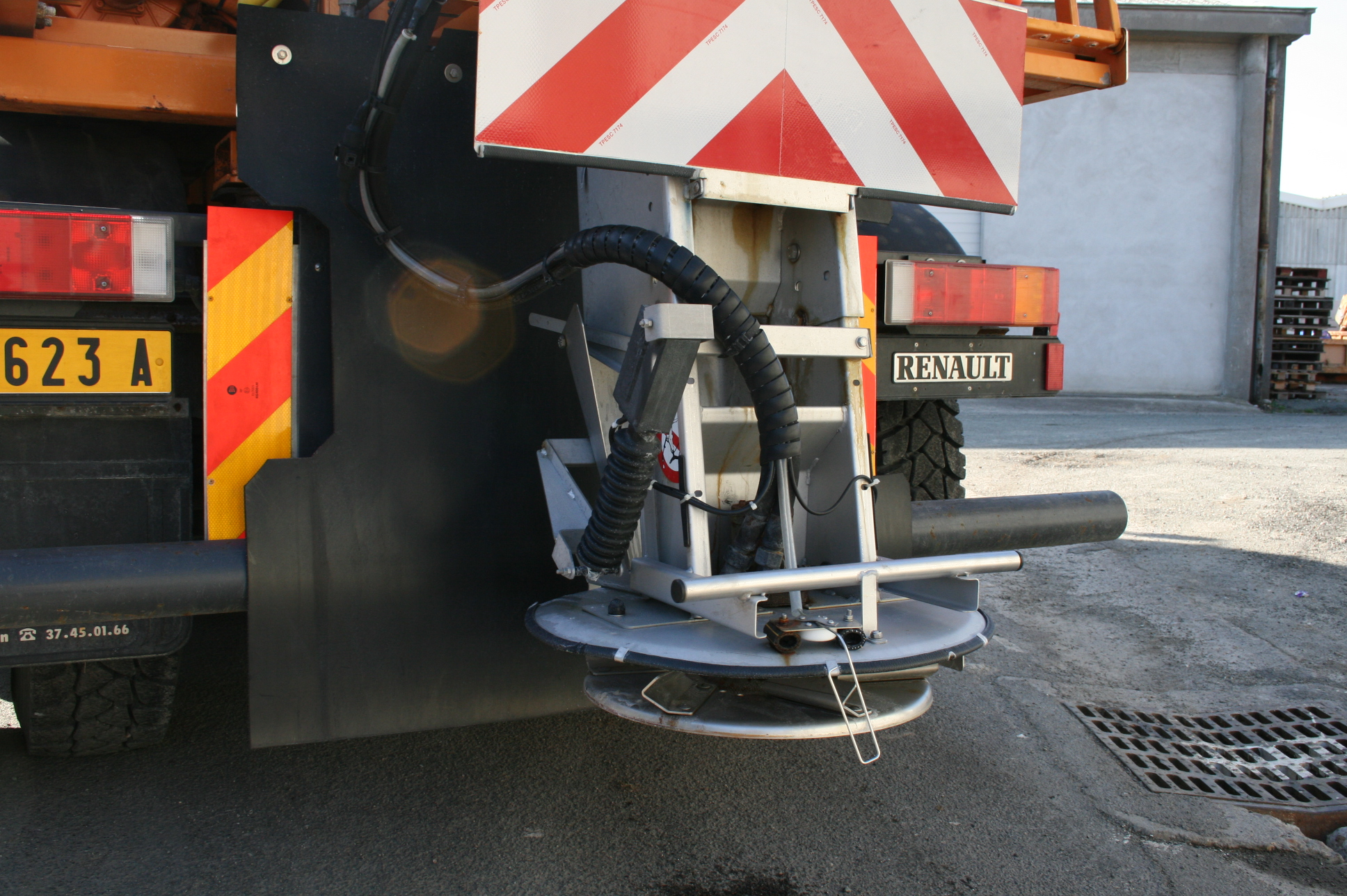
Disque d'épandage et canal d'arrivée du fondant.

### Largeur d’épandage et dosage
La largeur d'épandage correspond aux impacts du matériau sur le revêtement au moment de sa répartition, sans tenir compte des éventuels rebonds.
La distribution détermine la largeur d'épandage, qui peut être fixe ou réglable. La distribution peut être symétrique ou asymétrique 
Le dosage (en g/m2) est déterminé par le rapport :
Où L est la largeur d'épandage (en m) et M est la masse de produit répandu (en g).